# Застава Париза
Застава Париза постоји и користи се као Народна застава, са размерама 3:2 (дужина према висини). Народна застава је двобојка вертикално поређаних поља истих висина плаве и црвене бојe са грбом у центру.

## Опис
Застава је подељена на два једнака дела црвеном и плавом бојом које означавају традиционалне боје града Париза. Плава је симбол Свете Геновеве, заштитнице града, док је црвена симбол Светог Дениса, хришћанског мученика и светца.
Историјски гледано, Француска застава је настала комбинацијом боја Париза (црвена и плава) и данас је се састоји од три једнака вертикална поља плаве, беле и црвене боје. Бела боја означава француску монархију.